# Viertor

Spezielles Viertor (oben), hier ein Richtkoppler, im Vergleich zu einem Dreitor (unten).

Ein Viertor ist ein Modell für ein elektrisches Bauelement oder ein elektrisches Netzwerk mit acht Anschlüssen, bei dem je zwei Anschlüsse zu einem sogenannten Tor zusammengefasst werden. Ein Viertor kann als Verallgemeinerung eines Zweitors aufgefasst werden, indem die dortige Toranzahl von zwei auf vier verdoppelt wird.

## Beispiele
Praktische Beispiele für Viertore sind vor allem die unterschiedlichen Typen von Richtkopplern.

## Streumatrix
Die Streumatrix (S‑Matrix) eines Viertors (4‑Tor) beschreibt mithilfe der insgesamt 4 × 4, also sechzehn S‑Parametern dessen Eigenschaften vollständig:
{\displaystyle [S]={\begin{bmatrix}S11&S12&S13&S14\\S21&S22&S23&S24\\S31&S32&S33&S34\\S41&S42&S43&S44\end{bmatrix}}}